# روبرت ألان إدغار
روبرت ألان إدغار (بالإنجليزية: Robert Allan Edgar)‏ هو قاضي ومحامي أمريكي، ولد في 1940 في مونيسينغ في الولايات المتحدة.